# Mary Thurman

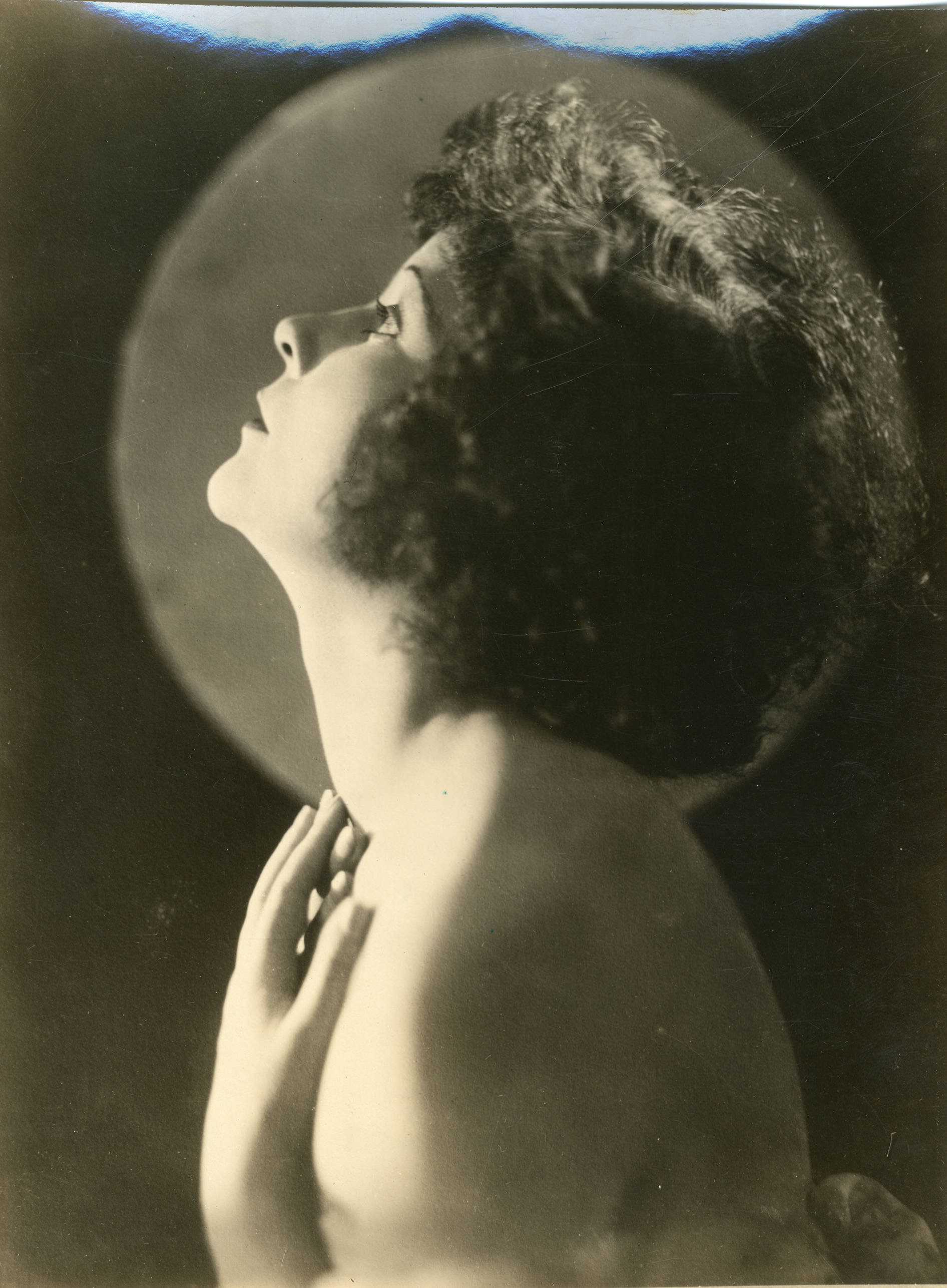
Mary Thurman (1922)

Mary Thurman (* 27. April 1895 in Richfield, Utah als Mary Christiansen; † 22. Dezember 1925 in New York City) war eine US-amerikanische Schauspielerin der Stummfilmära.

## Leben
Mary Christiansen wurde als Kind dänischer Einwanderer geboren. Sie hatte sechs Geschwister und wuchs in der Glaubensgemeinschaft der Kirche Jesu Christi der Heiligen der Letzten Tage auf. Zwei ihrer Geschwister starben im Alter von drei und vier Jahren an Diphtherie, ein Bruder mit 13 Jahren und der Vater 1904. Christiansen studierte an der University of Utah und arbeitete anschließend als Lehrerin, ehe sie 1915 eine Laufbahn als Schauspielerin begann. Im selben Jahr heiratete sie Victor E. Thurman. Obwohl die Ehe 1919 wieder geschieden wurde behielt sie seinen Nachnamen als Künstlernamen bei.
Zu Beginn ihrer Laufbahn gehörte Mary Thurman der von Mack Sennett gegründeten Tanzgruppe Sennett Bathing Beauties, die stets in Bademoden auftraten und gemeinsam in mehreren Filmen zu sehen waren. In den folgenden Jahren gelang ihr eine eigenständige Karriere mit Rollen in fast 60 Filmproduktionen, darunter vielfach für Pathé. So spielte sie 1923 die Rolle der Florianne im Melodram Zaza, das Mädel vom Varieté an der Seite von Gloria Swanson.
Während den Dreharbeiten zu Down Upon The Suwanee River erkrankte Mary Thurman 1924 an einer schweren Lungenentzündung. Sie verblieb über ein Jahr im Krankenhaus und konnte sich von ihrer Erkrankung nicht mehr erholen. Thurman starb am 22. Dezember 1925 im Alter von 30 Jahren im New Yorker Flower Hospital. Sie wurde auf dem Richfield City Cemetery ihrer Geburtsstadt beigesetzt.

## Filmografie (Auswahl)
- 1915: Das Lamm (The Lamb)
- 1919: The Poor Boob
- 1919: This Hero Stuff
- 1919: Spotlight Sadie
- 1919: The Prince and Betty
- 1920: The Scoffer
- 1920: In the Heart of a Fool
- 1921: A Broken Doll
- 1921: The Primal Law
- 1921: The Sin of Martha Queed
- 1922: The Green Temptation
- 1922: The Bond Boy
- 1923: Zaza, das Mädel vom Varieté (Zaza)
- 1924: Leap Year
- 1924: Trouping with Ellen
- 1924: For Another Woman
- 1925: Down Upon The Suwanee River
- 1925: The Mad Marriage